# Tōru Kurihara
Pas d'image ? Cliquez ici

a Compétitions nationales et continentales officielles uniquement.

b Matchs officiels uniquement.
Dernière mise à jour le 29 août 2018.
Tōru Kurihara (栗原 徹, Kurihara Tōru), né le 12 août 1978 à Itako (Japon), est un joueur de rugby à XV, qui joue avec l'équipe du Japon évoluant au poste d'ailier ou d'arrière (1,78 m pour 79 kg).

## Carrière

### En équipe nationale
Il a eu sa première cape internationale le 20 mai 2000, à l’occasion d’un match contre l'équipe des Fidji.
- 28 sélections avec  l'équipe du Japon.
- 20 essais, 71 transformations, 35 pénalités.
- 347 points marqués.
- Sélections par année : 6 en 2000, 6 en 2001, 6 en 2002, 10 en 2003.